# Aljezur
Aljezur es una localidad portuguesa perteneciente al distrito de Faro, región del Algarve, con cerca de 2700 habitantes.
Es sede de un municipio con 323.65 km² de área y 5288 habitantes (2001), subdividido en 4 freguesias. El municipio limita al norte con el municipio de Odemira, al este con Monchique, al sureste con Lagos, al suroeste con Vila do Bispo y al oeste tiene una extensa costa con el océano Atlántico. Dionisio I de Portugal le concedió el fuero en 1280.
El núcleo urbano se sitúa en la unión los ríos de las Cercas y de las Alfambras que forman en ese punto el río Aljezur, para desembocar en el Atlántico en una apacible y productiva vega, entre cuyos cultivos se destaca la patata dulce que tiene la distinción de «Indicación Geográfica Protegida». El casco antiguo de traza medieval se encuentra ubicado en las laderas de tres cerros, sobre el principal se alza el castillo construido sobre asentamientos anteriores por los musulmanes.
El entorno de la villa, así como buena parte del territorio municipal, se encuentra encuadrado en el parque natural del Suroeste Alentejano y Costa Vicentina, manteniendo una gran riqueza medioambiental y paisajista. La costa, de elevados acantilados en los que se abren extensas playas de arena es apropiada, por su régimen de vientos y olas para la práctica de deportes náuticos como el surf.

## Historia

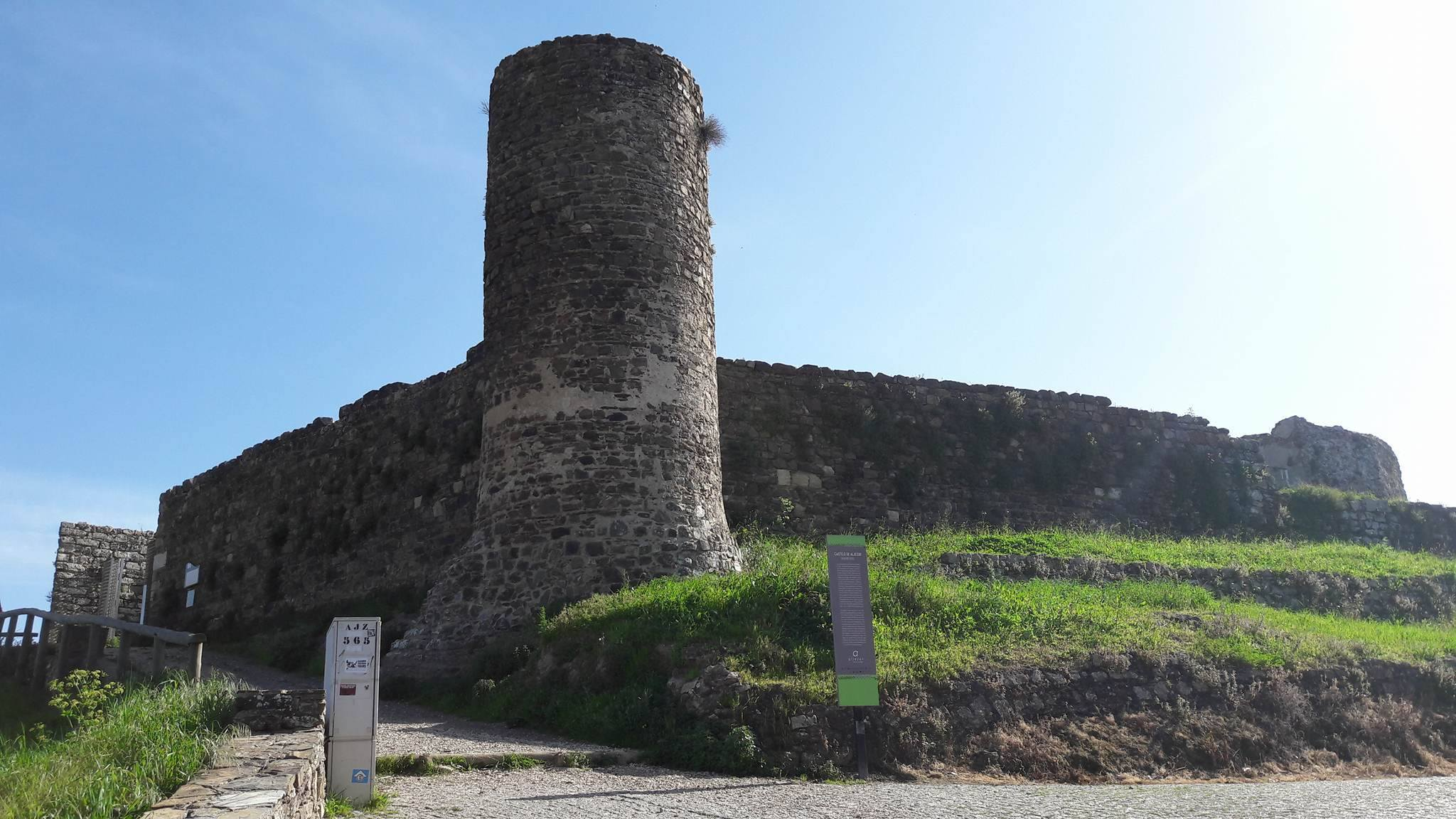
Castillo de Aljezur.

El terreno que ocupa el término municipal de Aljezur ha estado habitado desde la prehistoria según se desprenden de los numerosos hallazgos realizados en él.
Aljezur fue fundado en el siglo X por los árabes, que aquí permanecieron durante cinco siglos hasta la Reconquista cristiana, y aquí dejaron importantes restos tales como el castillo con su cisterna, la toponimia, así como, muchas leyendas e historias populares.
En el siglo XIII, durante el reinado de Afonso III de Portugal, la población fue reconquistada por Palo Peres Correia y obtuvo su carta puebla el 12 de noviembre de 1280.
El 1 de junio de 1504 Manuel I de Portugal otorga a Aljezur el título de «Noble y Honrada villa».
El terremoto de 1755 que asoló la costa atlántica peninsular dañó significativamente la villa. En un intento de reubicación de la población, el obispo Francisco Gomes de Avelar manda construir una nueva iglesia (denominada Nuestra Señora Alva) a las afueras de la población, en un terreno más llano y cómodo que el cerro donde se ubicaba hasta entonces y se desarrolla allí un nuevo núcleo urbano.
El río Aljezur, que desemboca en la playa de Almoreira en una extensa vega, fue navegable hasta el siglo XV y permitió que hubiera un puerto en la población que tenía capacidad para embarcaciones de hasta 130 toneladas, haciendo de la villa un importante punto comercial de la zona.

## Demografía
| Gráfica de evolución demográfica de Aljezur entre 1864 y 2021 |
|                                                               |
| Datos según el nomenclátor publicado por el INE portugués.    |

## Playas
La costa de Aljeruz es acantilada y en ella se abren, normalmente en los puntos de desembocadura de los ríos amplias playas de arena que mantienen un régimen de oleaje alto lo cual haciéndolas muy apropiadas para la práctica de surf y otros deportes similares. Son parte del parque natural del Sudoeste Alentejano y Costa Vicentina.
Playa del Amado
Está junto a la localidad de Carrapateira,  un gran arenal muy concurrido y es escenario de varias pruebas para principiantes de surf y bodyboard. El abuso de la praáctica del campismo libre y el caravanismo han perjudicado ambientalmente el entorno y el agua. El acceso a esta playa se puede hacer por dos lugares: al norte desde la Playa de Bordeira, siguiendo hacia el sur a través de la maravillosa calle, en tierra batida con cerca de 0,5 km; el pequeño recorrido es de una belleza escénica arrebatadora, principalmente en el sitio de Pontal. El otro acceso se da al sur de la Carrapateira, y dista de la playa 2 km.
Playa de la Amoreira
El acceso a esta playa se realiza en la entrada norte de Aljezur por la EN 120, y cerca de 7 km de este cruce queda la playa. La orientación es noroeste.
En esta playa encontramos la desembocadura del río Aljezur que forma un sistema estuario-lagunar de una belleza natural y poco común en otras playas. Su extenso arenal da lugar a un también extenso campo dunar que se extiende hacia un hábitat de marisma. En este lugar todavía tenemos el placer de poder ver la nutria, la garza gris o el bonito martín pescador.
Junto a la playa orientación norte se puede observar la imponente rasa mareal, tallada de pizarra y grauvaca, de color acentuadamente gris y negro. Ya al sur se encuentra una ladera verde sobre el valle. Brota formaciones rocosas muy bellas, son vestigios de una antigua duna, ahora fosilizada, en este sitio existen plantas únicas en el mundo. Con el mar, el espectáculo es incluso muy bello porque pone al descubierto formaciones rocosas fosilizadas y se forman extensas en la arena en la que tiene una agua, temperatura por encima de los 20 °C. Playa también muy buscada por los deportes radicales que proporciona, surf y bodyboard.
Playa de la Arrifana
Está situada en la población de Arrifana tiene una extensión de 500 m y goza de la distinción de Bandera Azul. En su extremo sur se halla la roca conocida como la Pedra da Agulha (Piedra de la Aguja) debido a su forma vertical. Cerca de ella esta el pequeño puerto pesquero de Arrifana y sobre él los restos del castillo.
Se queda en el fondo de una cala protegida por altos acantilados y es una de las «postales ilustradas» de esta región, el caserío de la aldea desciende, por la ladera, casi hasta el mar. En el acantilado al norte, junto a las ruinas del antiguo fuerte, es posible apreciar una de las mejores vistas de la región. Concurrida durante el verano y frecuentada por surfistas, durante casi todo el año. Seguir la indicación en la EN 120, poco después de la salida sur de Aljezur.
Es considerada como una de las mejores playas para la práctica del surf y es muy utilizada por jóvenes y extranjeros que buscan la belleza del local y las olas para la práctica deportiva.
Playa de la Bordeira
Está  sitúa junto a las poblaciones de Bordeira, y Carrilateira.
A pesar de que la playa de estar más cerca de Carrapateira su denominación hace referencia a Bordeira, debido al hecho de que la caída de la Bordeira desaguar en esa playa. Es una playa caracterizada por su largo arenal y por sus bellas dunas.
Esta playa es muy frecuentada por surfistas y por personas que buscan unas vacaciones lejos de la confusión de las demás playas algarvías. El acceso peatonal es fácil.
Playa de la Carreagem
También llamada playa de la Carriagem, está situada cerca de la población de Rogil es poco frecuentada,. Su acceso se realiza por unas empinadas escaleras y carece de servicio de vigilancia.  Ofrece la posibilidad de observar una gran variedad de la flora y fauna marina del parque natural.
Playa del Monte Clérigo
Es una de las playas más conocidas y frecuentadas de la región; su agua es limpia y fresca, con un amplio y extenso arenal hacia el norte y una extensa parte rocosa al sur, lugar donde se puede observar diversa vida marina en la costa del mar (cangrejo y pulpo en las grietas de las rocas); también es posible ver varios cardúmenes juveniles de peces (principalmente de besugo). Hay una parte donde se forma una pequeña laguna donde se puede encontrar peces arañas.
Esta playa es adecuada para los niños, pues con marea muy baja se forman muchas piscinas. A pesar de que esta playa es algo abierta a los vientos del norte y del oeste, en sus patios ya muy abrigados. Entre la carretera y el mar hay un vasto campo dunar. Junto a la playa lado sur, existe una pequeña población que sirve sobre todo a la temporada balnearia.
También muy buscada por los deportes náuticos y existen escuelas de surf.
El acceso a la playa por el lado norte proporciona una de las más bellas vistas panorámicas que se pueden observar en las playas de Aljezur. El acceso a esta playa se hace, en la entrada sur de Aljezur, carretera nacional 120, a unos 7 km de este cruce queda la playa. La orientación es noroeste.
Playa de Odeceixe
Es una playa perteneciente a la freguesia de Odeceixe. Es la playa más septentrional del Algarve, al norte de la playa de las Adegas y en la desembocadura del río Seixe. Suele ostentar normalmente la bandera azul y está vigilada en la época de baño, disponiendo de servicios de apoyo.
Compuesta por una extensa lengua de arena y protegida por altos acantilados, tanto al norte como al sur, es uno de los clásicos de la zona. Bañada, por un lado, por el río de Odeceixe y del otro por el mar. Durante la marea baja se forman pequeñas lagunas en el arenal.
La playa también fue reconocida como una de 7 Maravillas de Portugal en la categoría Arribas Beach, en septiembre de 2012.
Las fuertes olas que golpean la costa portuguesa, el 27 de octubre de 2015, causaron daños considerados «irreparables» en la playa de Odeceixe.
Playa de Vale dos Homens
Se encuentra al lado de la población de Rogil. El acceso a esta playa se realiza, por la carretera nacional N 120, junto a Rogil. Siguiendo las indicaciones de playa recorrer cerca de 3 km desde el cruce de la N 120. La orientación es noroeste.
Se recorre un área extensa de campos agrícolas y pinares cuyo olor llega a acompañar a los bañistas en una playa en la que prima la completa tranquilidad. Se accede por una escalera que baja a la rasa mareal que en marea baja deja un lugar excelente y tranquilo.
Playa también buscada por los deportes como el surf y el bodyboard. Con bandera amarilla ya es considerada muy peligrosa para baños.
Históricamente se dice que el nombre de la playa es ta relacionado con un naufragio de 7 caravelas que portaban esclavos aunque ese hecho no está confirmado históricamente.
- Playa del Penedo
- Playa de la Quebrada
- Playa de la Samouqueira
- Playa de Vale Figueiras

## Patrimonio
- Castillo de Aljezur. Ubicado sobre el cerro en el que se asienta el núcleo urbano de Aljezur y dominando la vega de la desembocadura del río y el antiguo puerto fluvial, se alza un castillo de planta poligonal de origen árabe construido sobre asentamientos anteriores que se remontan a la Edad bronce. Esta ubicación lo convierte en una pieza estratégica en el control del pasillo de circulación entre el Alentejo litoral y el barlovento Algarví. La construcción militar se remonta a los siglo XII y XIII y es de origen almohade.

La planta poligonal irregular abre el acceso a oriente, defendido por una torre circular que contrasta con otra cuadrada ubicada en el extremo opuesto del recinto. Destaca la elaborada cisterna almohade y una serie de espacios de almacenamiento cavados en la roca. Tras la conquista cristiana en la década de los años 40 del siglo XIII,se realizan construcciones tendentes al alojamiento de las tropas. En la Edad Moderna es definitivamente abandonado. En documentación datada en 1482 da testimonio de su estado de abandono.
- Castillo de Arrifana o Fuerte de Arrifana, construido en un promontorio rocoso sobre la playa y pequeño puerto pesquero de Arrifana, sobre un asentamiento árabe, es la única «ribat» (monasterio-fortaleza) ibérica identificada hasta la actualidad junto con la de Guardamar de Alicante, se alzó un puesto de defensa y vigilancia costero que llegó a estar artillado.

El conjunto se completa con castillo de Aljezur y los restos de algunas torres-vigía en la región, lo que permitió el control y vigilancia de ese tramo de la costa, ya que no se puede ver desde Sines hasta el Cabo de San Vicente .
- Iglesia de la Misericórdia de Aljezur. Construida en fecha desconocida, este edificio fue reconstruido en el siglo XVI y nuevamente después del terremoto de 1755; tiene una portada de estilo renacentista. El interior, de rastro simple, es de una sola nave, conteniendo un pequeño arco triunfal, también renacentista. En una de las premisas de este templo, se corre el Museo de Arte Sacro Monseñor Francisco Gorrión.
- Iglesia Matriz de Nuestra Señora del Alva o iglesia nueva. Construida a finales del siglo XVIII, consta de tres naves con un altar y dos retablos capillas laterales producidas en los siglos XVII y XVIII. También cuenta con un estilo de fuente bautismal manuelino y una estatua valiosa de la Virgen de Alva, grande, flanqueado por dos de los siglo XVII.

## Museos y lugares de interés

### Museos
- Museo del Mar y Tierra da Carrapateira. En él podrá conocer las diversas actividades tradicionales vinculadas a la pesca y a la agricultura en esta región. La exposición, de carácter etnográfico, presenta diversas fuentes documentales y audiovisuales, así como un amplio conjunto de objetos y utensilios relacionados con estas actividades.
- Museo municipal. ubicado en el núcleo urbano de la villa en un edificio del siglo XIX, cuenta con tres espacios diferenciados dedicados a:
  - El legado Andaluzí. En él se muestra la influencia islámica en la zona. Cuenta con una importante exposición de piezas recogidas en los diferentes yacimientos arqueológicos situandos dentro del territorio municipal. Destaca un tesoro de monedas islámicas del siglo X u XI.
  - Núcleo de arqueología. En él se exponen piezas de diferentes periodos prehistóricos halladas en diferentes yacimientos dentro del municipio. Hay piezas del periodo Mirénse, del final del Neolítico y del Calcolífico y de la Edad del Bronce.
  - Núcleo de etnografía. En él se recrean los ambientes tradicionales de la región. Se muestran herramientas de los diversos trabajos que se han venido realizando en la zona; herramientas de agricultura, pesca, molienda, confección de artes de pesca... así como diversos utensilios utilizados en el quehacer diario tradicional.
  - Museo de Arte Sacro Manuel Francisco Parral. Anexo a la iglesia de la Misericordia muestra una colección de arte sacro proveniente de la propia iglesia, de la iglesia matriz así  como de diferentes adquisiciones.
  - Museo de Antoniano. Se ubica en la antigua ermita de San Antonio de Aljezur que data del siglo XVII. Tras la adquisición por parte del ayuntamiento del edificio en 1995 se inauguró en 1998 un museo con una exposición dedicada San Antonio de Lisboa.
  - Casa Museo del pintor José Cercas. Ubicado en la casa natal del pintor José Cercas muestra una amplia colección de arte, pintura, tanto de su autoría como de otros autores, escultura, arte sacro... así como una buena y relevante colección de muebles de varias épocas.

### Patrimonio natural
El término municipal de Aljezur es recorrido por varias rutas, tanto de Gran Recorrido como de Pequeños Recorrido.
- Ruta de pequeño recorrido PR1 AJZ, que realiza una recorrido histórico, cultural y ambiental por la villa y sus cercanías.
- Variante de pequeño recorrido PR1.1, una alternativa a la principal que recorre ampliamente la vega del Aljezur.
- Ruta de Gran Recorrido GR11 E9, Ruta Vicentina.
- Fuente de las mentiras, una fuente ubicada en la base del cerro del castillo, está asociada a él por numerosas leyendas.

### Gastronomía
El patrimonio gastronómico de Aljezur está basado en los productos de su costa, salpicada por pequeños puertos de pescadores, y de sus tierras, en las que destaca la vega del Ajezur que es base de una amplia variedad de productos entre los que destaca la patata dulce.
Del mar son relevantes los asados y calderetas de pescado donde el besugo (en portugués, sargo) es su principal estrella que se complementa con los percebes provenientes de los acantilados batidos por la numerosas olas del Atlántico.
La patata dulce es la estrella de los productos agrícolas de la comarca. Se usa en sopas, frita, asada o cocida y acompañando a toda clase de platos. Junto a la patata dulce la miel es característica de la comarca. Una miel fina y pastosa, de sabor amargo que se usa la fabricación de diferentes licores.
El aguardiente de madroño (en portugués, aguardente de medronho) hecha con la bayas del madroño recogidas en otoño.

## Hermanamientos
El municipio de Aljezur está hermanado con las siguientes ciudades:
- Kürnach (Alemania)
- Baviera (Alemania)
- Boavista (Cabo Verde)[12]

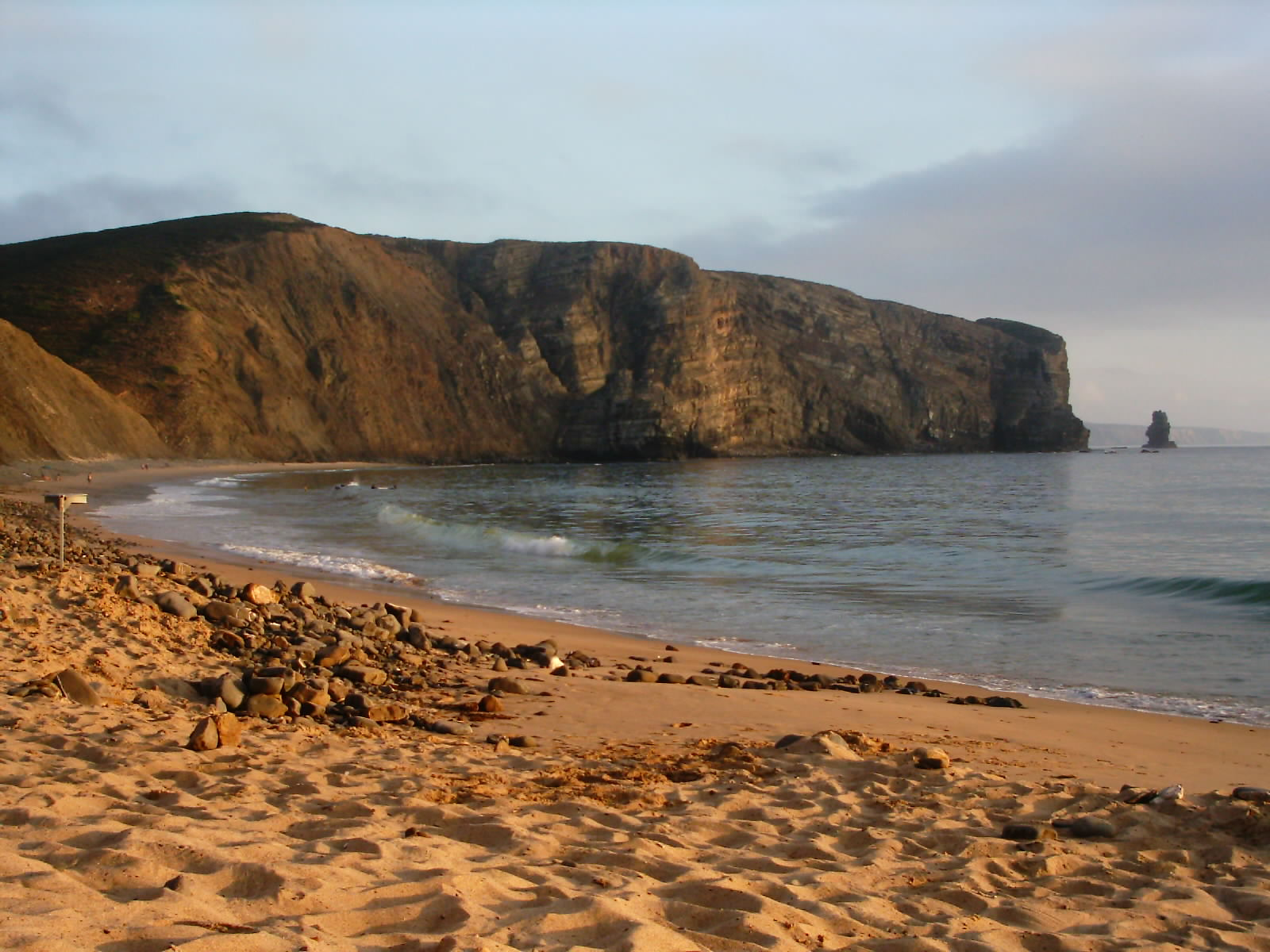
Playa de la Arrifana.
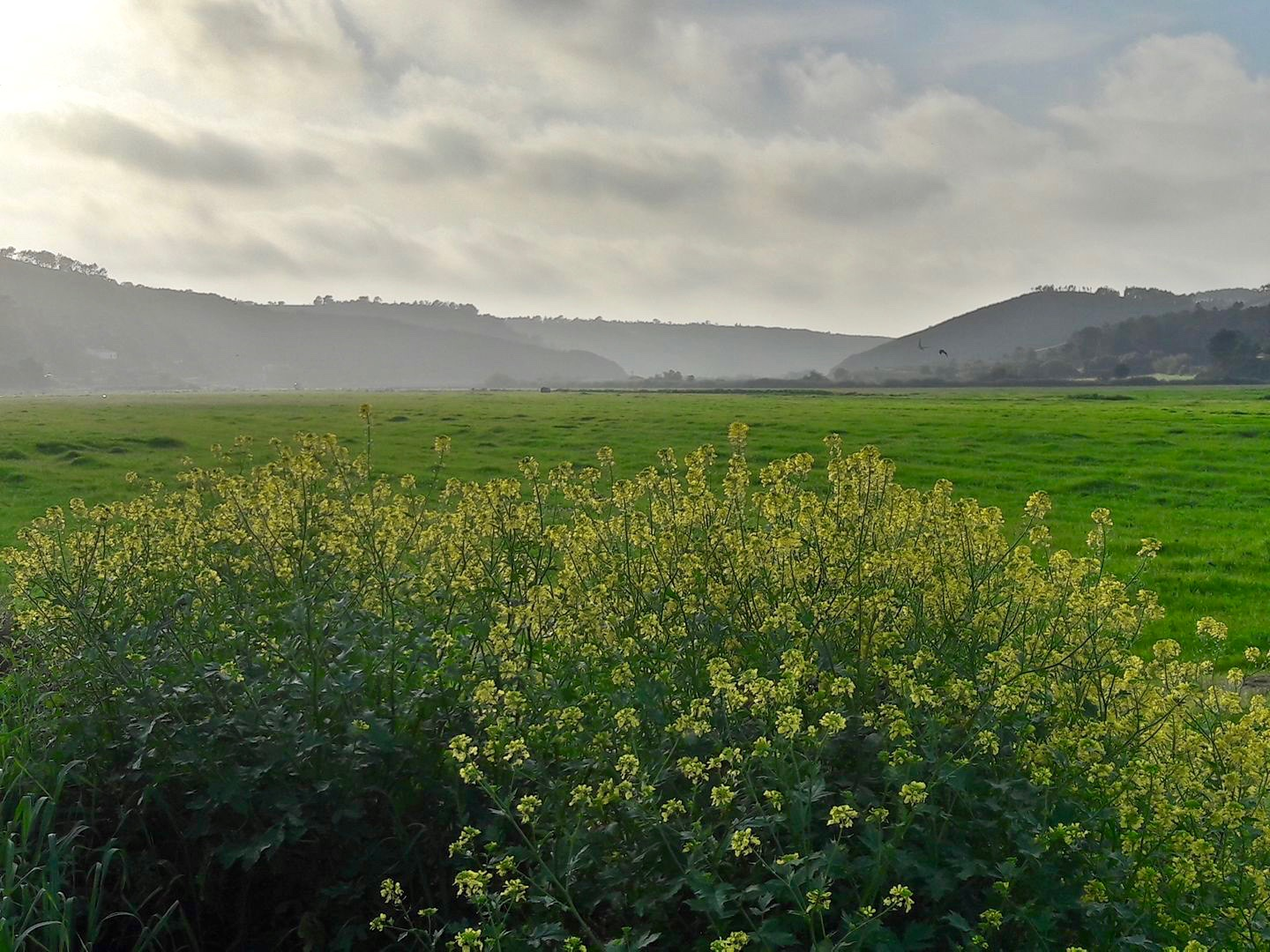
Vale del río Seixe, en la freguesia de Odeceixe.
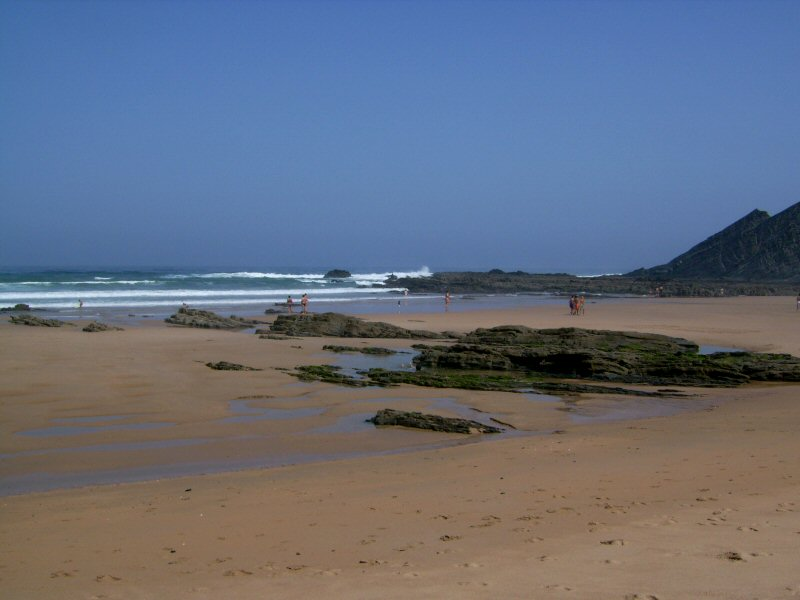
Playa de la Amoreira.
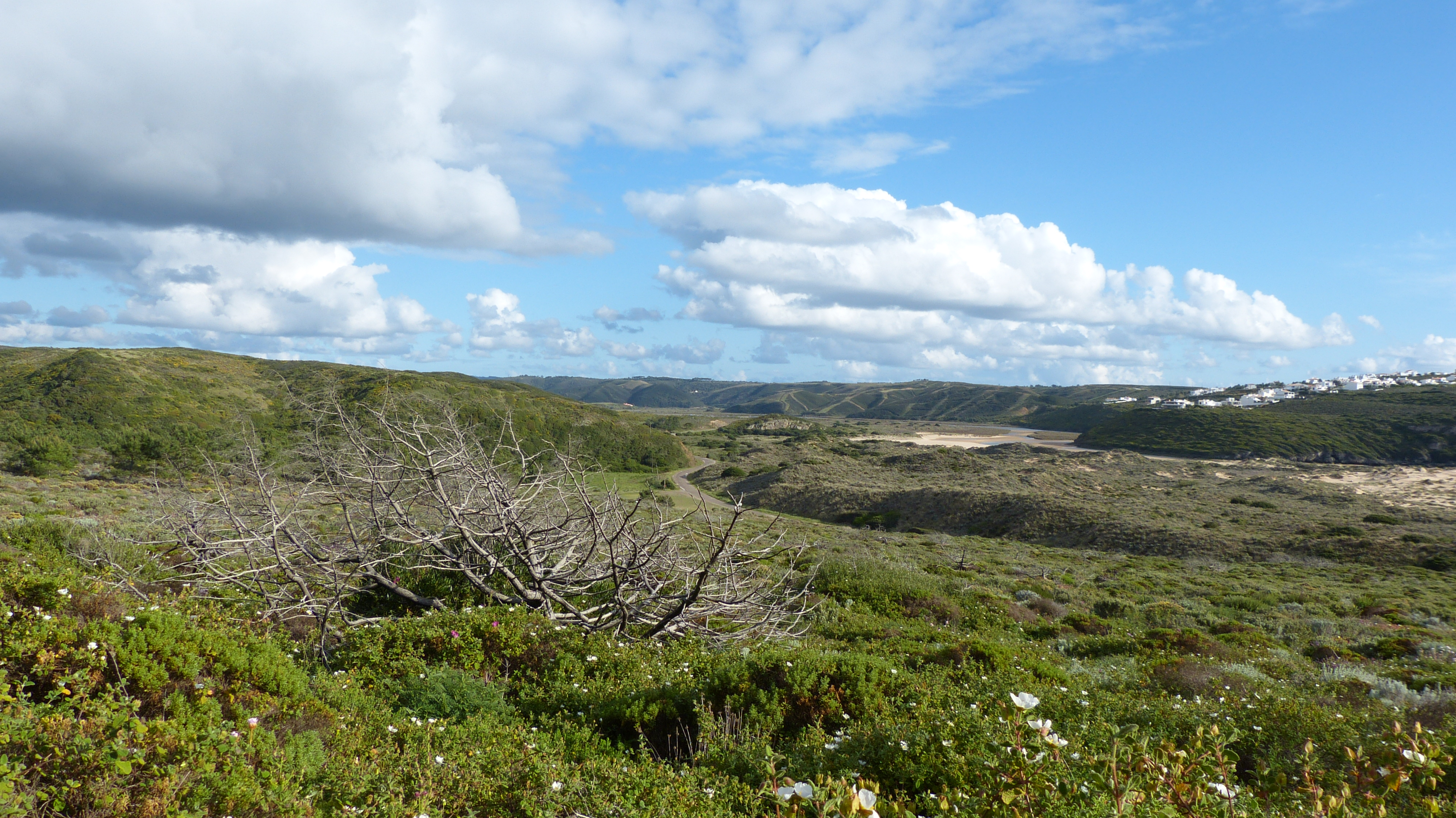
Vista desde la playa de Amoreira en dirección Este.